# Pajaltoj
Pajaltoj är en ort i Mexiko.   Den ligger i kommunen Chenalhó och delstaten Chiapas, i den sydöstra delen av landet, 700 km öster om huvudstaden Mexico City. Pajaltoj ligger 1 099 meter över havet och antalet invånare är 155.
Terrängen runt Pajaltoj är kuperad åt sydväst, men åt nordost är den bergig. Pajaltoj ligger nere i en dal. Runt Pajaltoj är det ganska tätbefolkat, med 134 invånare per kvadratkilometer. Närmaste större samhälle är Simojovel de Allende, 19,8 km norr om Pajaltoj. I omgivningarna runt Pajaltoj växer i huvudsak städsegrön lövskog.